# Igor Alexandrowitsch Gruschko
Igor Alexandrowitsch Gruschko (russisch Игорь Александрович Грушко; * 9. August 1912 in Rostow; † 1941) war ein russischer Mathematiker, der sich mit Gruppentheorie befasste.
Gruschko studierte ab 1931 Mathematik an der Staatlichen Universität Leningrad mit dem Abschluss 1936. Er wurde 1940 bei Wladimir Abramowitsch Tartakowski (1901–1972) promoviert (Kandidatengrad). Seine Dissertation enthielt den Satz von Grushko, den er 1940 veröffentlichte. Anschließend lehrte er an der Staatlichen Universität Perm (damals Molotow-Universität). 1941 wurde er zum Armeedienst einberufen und fiel bald darauf, wahrscheinlich in der Nähe von Wjasma. Das genaue Todesdatum ist nicht bekannt.